# Дупонт (Охајо)
Дупонт (енгл. Dupont) град је у америчкој савезној држави Охајо.

## Демографија
По попису из 2010. године број становника је 318, што је 50 (18,7%) становника више него 2000. године.
| Група             | 2000.       | 2010.       |
| Белци             | 254 (94,8%) | 313 (98,4%) |
| Афроамериканци    | 6 (2,2%)    | 0 (0,0%)    |
| Азијати           | 0 (0,0%)    | 0 (0,0%)    |
| Хиспаноамериканци | 6 (2,2%)    | 3 (0,9%)    |
| Укупно            | 268         | 318         |